# Stefano Maltese
Stefano Maltese (* 14. Januar 1955 in Palermo) ist ein italienischer Jazz- und Improvisationsmusiker (Alt-, Sopran, Tenorsaxophon, Bassklarinette, Komposition).

## Leben und Wirken
Maltese begann 1974 als Multiinstrumentalist (auch Piano, Gitarre, Schlagzeug) mit seiner Konzerttätigkeit. In der zweiten Hälfte der 1970er Jahre begann er kompositorischer Strukturen zu entwickeln, die die Improvisation in einem ständigen Austausch mit der Schrift stehen lassen und eine Poetik von großer Originalität entwickeln. Gleichzeitig entwickelte er auf den Saxophonen eine persönliche Stilistik. 1978 trat er als Mitglied eines Labororchesters unter Leitung von Lol Coxhill am Konservatorium von Bologna auf und begann, auf Festivals zu konzertieren. Mit Sebi Tramontana entstand ein gut eingespieltes Duo. Bis 1980 leitete er ein Saxophon-Quartett; er arbeitete viele Jahre lang in einem Stil, der nach Ansicht von Stefano Zenni weit entfernt vom Mainstream des italienischen Jazz war.
Malteses erste Aufnahme Music from the Island (mit Sebi Tramontana und Gioconda Cilio als Gastmusikern) stammt aus dem Jahr 1985, aber erst 1995 auf dem Album Book of Yesterday (Splasc(h)) wurden seine Kompositionen wahrgenommen. 1987 gründete er sein Open Music Orchestra als mittelgroße Gruppe, die Avantgarde-Musiker aus ganz Italien zusammenbrachte (und aus der dann das Italian Instabile Orchestra entstand). In den 1990er Jahren arbeitete er bereits im Quartett mit Keith Tippett und Evan Parker zusammen (Double Mirror, Splasc(h) 1996). 1993 gründete er die Gruppe As Sikilli (ein arabischer Name, der so viel wie die Sizilianer bedeutet), mit der er die Alben Voices in the Wind (1995) und Seven Tracks for Tomorrow (1997) bei Dischi della Quercia vorlegte und breite Anerkennung erlangte. 1998 reaktivierte er sein Open Music Orchestra für ein Charles Mingus gewidmetes Projekt. Weiterhin gründete er das Open Sound Ensemble, dem auch seine langjährigen Kollegen, die Sängerin Gioconda Cilio und der Schlagzeuger Antonio Moncada, angehörten. Mit Marilyn Crispell entstanden zwei Alben für Black Saint. Mit Solostücken ist er auf Good Morning Midnight (Splasc(h) 1998) zu hören. Weiterhin arbeitete er mit Marcio Mattos, Claude Deppa, Steve Noble, Phil Wachsmann, Antonello Salis Louis Sclavis, Gianluigi Trovesi, Sergey Kuryokhin, Barre Phillips, Tobias Delius, Michael Moore und Han Bennink.
Maltese wurde 1998, 1999, 2001 sowie 2003 beim Poll Top Jazz des italienischen Fachblatts Musica Jazz in der Kategorie „Musiker des Jahres“ gewählt, mit As Sikilli und Open Music auch in der „Formation des Jahres“. In Syrakus veranstaltet er das Labirinti Sonori Jazz Festival; 2006 gründete er zusammen mit Gioconda Cilio das Plattenlabel Labirinti Sonori.

## Diskographische Hinweise
- Stefano Maltese Open Sound Ensemble Living Alive (Leo Records 1998, mit Arkady Shilkloper, Sophia Domancich, Paul Rogers, Antonio Moncada)[3]
- Stefano Maltese Open Music Orchestra Open Letter to Mingus (Musica Jazz 1999, mit Gioconda Cilio, Alberto Mandarini, Lauro Rossi, Sebi Tramontana, Eugenio Colombo, Carlo Actis Dato, Umberto Petrin, Giovanni Maier, Antonio Moncada)
- Stefano Maltese Featuring Keith Tippett The Lion Is Dreaming (Labirinti Sonori 2008)
- Open Orchestra Featuring John Tchicai The Spiritual Man (Terre Sommerse 2008, mit Mario Fragiacomo, Tony Cattano, Luca Bonvini, Pasquale Innarella, Gianni Lenoci, Antonio Borghini, Marcello Magliocchi)
- Stefano Maltese / John Tchicai Men from Windy Land (Labirinti Sonori 2014)
- Stefano Maltese / Alex Maguire Sun and Fire (Labirinti Sonori 2009)[2]

## Lexikalische Einträge
- Stefano Zenni, Maltese, Stefano in: Barry Kernfeld (Hrsg.): New Grove Dictionary of Jazz 2002 (Oxford Music Online)